# Wagneriala palustris
Wagneriala palustris är en insektsart som först beskrevs av Ribaut 1936.  Wagneriala palustris ingår i släktet Wagneriala och familjen dvärgstritar. Inga underarter finns listade i Catalogue of Life.